# 6-я хромосома человека

Идиограмма 6-й хромосомы человека

6-я хромосо́ма челове́ка — одна из 23 пар человеческих хромосом. Хромосома содержит более 171 млн пар оснований, что составляет от 5,5 до 6 % всего материала ДНК человеческой клетки. В настоящее время считается, что на 6-й хромосоме находятся от 1100 до 1600 генов.
На 6-й хромосоме находится главный комплекс гистосовместимости, который содержит более 200 генов, связанных с иммунным ответом организма и играющих жизненно важную роль при трансплантации органов.

## Гены
Ниже перечислены некоторые гены, расположенные на 6-й хромосоме:
- BCKDHB — β-субъединица дегидрогеназы кетокислот с разветвлённой цепью E1;
- CNR1 — рецептор каннабиноидов 1;
- COL11A2 — коллаген, тип XI, альфа 2;
- DSP — десмоплакин, белок связанный с десмосомами;
- EYA4 —отсутствие глаз гомолог 4 (Drosophila);
- HFE — гемохроматоз;
- HLA-A,HLA-B,HLA-C — главный комплекс гистосовместимости (MHC), I класса, A, B, и C локусов;
- HLA-DQA1 и HLA-DQB1 формы HLA-DQ гетеродимер MHC класса II, DQ: Celiac1, IDDM;
- HLA-DRA, HLA-DRB1, HLA-DRB3, HLA-DRB4, HLA-DRB5 формы HLA-DR, гетеродимер MHC класса II, DR;
- HLA-DPA1 и HLA-DPB1 формы HLA-DR, MHC класса II, DP;
- Метилмалоновая Коэнзим A мутаза MUT — метилмалоновая коэнзим A мутаза;
- MYO6 — миозин VI;
- PARK2 — болезнь Паркинсона (аутосомный рецессив, ювенильный) 2, parkin;
- PKHD1 — поликистоз почек и заболевания печени 1 (аутосомный рецессив);
- TNXB — тенасцин XB;
- VEGF — сосудистый эндотелиальный фактор роста A (ангиогенный фактор роста);
- IGF2R — рецептор инсулиноподобного фактора роста 2;
- HLA-Cw*0602 — gene variation related to psoriasis.

### Плечо p
- APOM — белок из семейства липокалинов, аполипопротеин;
- CYP21A2 — 21-гидроксилаза (цитохром P450, класс 21, подкласс A, полипептид 2);
- GABBR1 — R1-субъединица ГАМКB-рецептора;
- DDR1 — мембранный белок, рецепторная тирозинкиназа;
- DTNBP1 — дисбиндин, ген-кандидат шизофрении;
- PRL — пролактин;
- TNF — фактор некроза опухоли.
- TNFRSF21 — рецептор надсемейства рецепторов факторов некроза опухоли;
- Runx2 — белок, фактор транскрипции, регулятор развития костной ткани, отвечающий за формирование остеобластов. Мутации в этом гене вызывают ключично-черепной дизостоз.

### Плечо q
- CCR6 — рецептор β-хемокинов;
- CD24 — дифференцировочный антиген CD24;
- FABP7 — член FABP-семейства, маркер радиальной глии;
- FYN — нерецепторная киназа src-семейства;
- GJA1 — белок из семейства белков щелевых контактов коннексинов;
- MAP3K7 — протеинкиназа, компонент несколькоих сигнальных путей;
- PLG — плазминоген, профермент плазмина и ангиостатина;
- SESN1 — белок семейства сестринов;
- VIL2 — виллин 2.

## Болезни и расстройства
Ниже перечислены некоторые заболевания, связанные с генами 6-й хромосомы, а также гены, дефекты которых вызывают эти заболевания:
- анкилозирующий спондилоартрит — HLA-B;
- аутосомно-рецессивный поликистоз почек — PKHD1;
- бессиндромная глухота (англ. nonsyndromic deafness) аутосомно-доминантных типов 10 и 13 и аутосомно-рецессивного типа 37 — EYA4, COL11A2 и MYO6;
- болезнь мочи с запахом кленового сиропа — BCKDHB;
- Врождённая гиперплазия коры надпочечников вследствие недостаточности 21-гидроксилазы — CYP21A2;
- гемохроматоз типа 1 (англ. hemochromatosis, type 1) — HFE;
- болезнь Хасимото — HLA-DR2 и HLA-DR5;
- коллагенопатия типа XI (англ. collagenopathy, type XI) — COL11A2;
- метилмалоновая ацидемия (англ. methylmalonic acidemia), обусловленная дефицитом метилмалонил-КоА-мутазы — MUT;
- отоспондиломегаэпифизарная дисплазия (англ. otospondylomegaepiphyseal dysplasia) — COL11A2;
- поздняя кожная порфирия (англ. porphyria cutanea tarda) — HFE;
- ревматоидный артрит — HLA-DRB1;
- сахарный диабет 1-го типа — HLA-DR, HLA-DQA1 и HLA-DQB1;
- синдром Стиклера типа III — COL11A2;
- синдром Элерса — Данлоса с гиперподвижностью — TNXB;
- системная красная волчанка;
- целиакия — HLA-DQA1 и HLA-DQB1;
- эпилепсия;
- ювенильный паркинсонизм — PARK2.